# Torhaus (Kloster Rottenbuch)

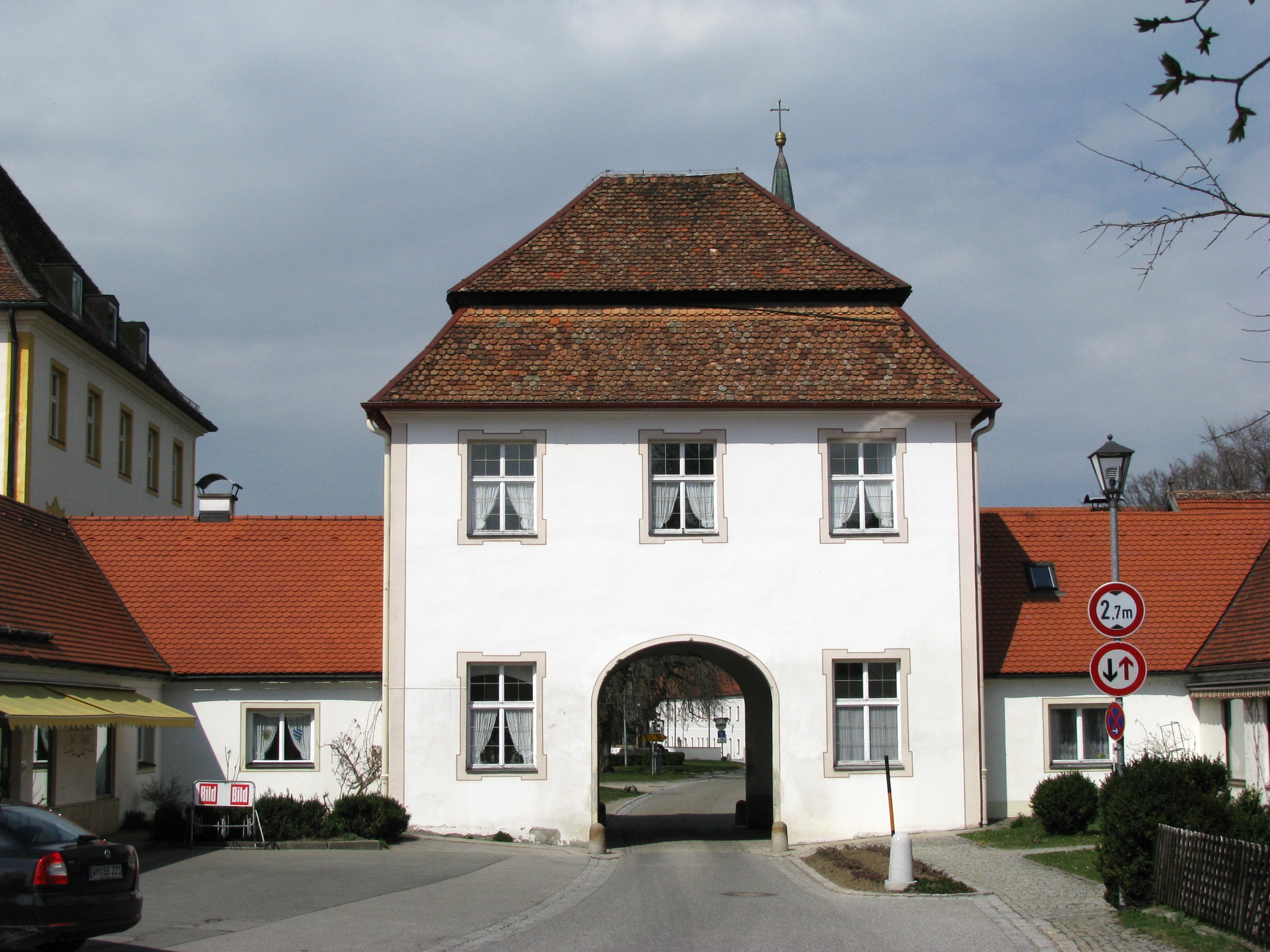
Torhaus in Rottenbuch von der Feldseite gesehen

Das Torhaus des ehemaligen Klosters Rottenbuch in der heutigen Gemeinde Rottenbuch im oberbayerischen Landkreis Weilheim-Schongau wurde um 1758 errichtet. Das Torhaus ist ein geschütztes Baudenkmal.
Das Torhaus war der Hauptzugang zum ummauerten Klosterbereich. Der Meierhof und die Klostermühle liegen außerhalb. 
Das Torhaus besteht aus einer überbauten Durchfahrt mit Walmdach und zwei erdgeschossigen Flügelbauten. Heute wird das Gebäudeensemble mit der Adresse Klosterhof 3/5/6/8 als Wohnung genutzt. 
Da die Durchfahrt nur für Fahrzeuge mit einer maximalen Höhe von 2,70 m möglich ist, werden größere Fahrzeuge schon einige Kilometer vor Rottenbuch umgeleitet. 